# 里福姆 (阿拉巴马州)
里福姆（英語：Reform）是美国阿拉巴马州下属的一座城市。面积约为8.01平方英里（约合20.74平方公里）。根据2010年美国人口普查，该市有人口1,702人，人口密度为212.54/平方英里（约合82.06/平方公里）。